# Berbezit
Berbezit est une commune française située dans le département de la Haute-Loire, en région Auvergne-Rhône-Alpes.

## Géographie
La commune s'étale entre 900 à 1 000 mètres, nichée dans les forêts du plateau de La Chaise-Dieu, village dont le centre se trouve à 8,8 km à l'Ouest-Nord-Ouest.
La basilique Saint-Julien de Brioude se trouve 17 km à l'Ouest du centre de Berbezit (à vol d'oiseau), la cathédrale de Clermont-Ferrand se trouve à 68 km au Nord-Ouest, celle du Puy-en-Velay à 35 km au Sud-Est, celle de Paris à 408 km au Nord.

### Localisation
La commune de Berbezit se trouve dans le département de la Haute-Loire, en région Auvergne-Rhône-Alpes.
Elle se situe à 45 km par la route du Puy-en-Velay, préfecture du département, à 31 km de Brioude, sous-préfecture, et à 32 km de Craponne-sur-Arzon, bureau centralisateur du canton du Plateau du Haut-Velay granitique dont dépend la commune depuis 2015 pour les élections départementales.
Les communes les plus proches sont : 
Montclard (3,0 km), Connangles (4,4 km), Cistrières (4,6 km), Collat (4,7 km), Saint-Didier-sur-Doulon (4,8 km), Saint-Pal-de-Senouire (5,2 km), Saint-Préjet-Armandon (5,4 km), Vals-le-Chastel (6,0 km).
|                         | Cistrières |            |
| Saint-Didier-sur-Doulon | Berbezit   | Connangles |
|                         | Montclard  |            |

### Climat
Pour des articles plus généraux, voir Climat d'Auvergne-Rhône-Alpes et Climat de la Haute-Loire.
En 2010, le climat de la commune est de type climat des marges montargnardes, selon une étude du Centre national de la recherche scientifique s'appuyant sur une série de données couvrant la période 1971-2000. En 2020, Météo-France publie une typologie des climats de la France métropolitaine dans laquelle la commune est exposée à un climat de montagne ou de marges de montagne et est dans la région climatique Nord-est du Massif Central, caractérisée par une pluviométrie annuelle de 800 à 1 200 mm, bien répartie dans l’année.
Pour la période 1971-2000, la température annuelle moyenne est de 8,5 °C, avec une amplitude thermique annuelle de 15,7 °C. Le cumul annuel moyen de précipitations est de 861 mm, avec 9,9 jours de précipitations en janvier et 7,3 jours en juillet. Pour la période 1991-2020, la température moyenne annuelle observée sur la station météorologique de Météo-France la plus proche, « Saint Didier sur Doulon », sur la commune de Saint-Didier-sur-Doulon à 5 km à vol d'oiseau, est de 10,7 °C et le cumul annuel moyen de précipitations est de 813,8 mm,. Pour l'avenir, les paramètres climatiques de la commune estimés pour 2050 selon différents scénarios d'émission de gaz à effet de serre sont consultables sur un site dédié publié par Météo-France en novembre 2022.

## Urbanisme

### Typologie
Au 1er janvier 2024, Berbezit est catégorisée commune rurale à habitat très dispersé, selon la nouvelle grille communale de densité à sept niveaux définie par l'Insee en 2022.
Elle est située hors unité urbaine et hors attraction des villes,.

### Occupation des sols
L'occupation des sols de la commune, telle qu'elle ressort de la base de données européenne d’occupation biophysique des sols Corine Land Cover (CLC), est marquée par l'importance des forêts et milieux semi-naturels (81,1 % en 2018), une proportion identique à celle de 1990 (81,1 %). La répartition détaillée en 2018 est la suivante : 
forêts (81,1 %), zones agricoles hétérogènes (10,4 %), prairies (8,5 %). L'évolution de l’occupation des sols de la commune et de ses infrastructures peut être observée sur les différentes représentations cartographiques du territoire : la carte de Cassini (XVIIIe siècle), la carte d'état-major (1820-1866) et les cartes ou photos aériennes de l'IGN pour la période actuelle (1950 à aujourd'hui).

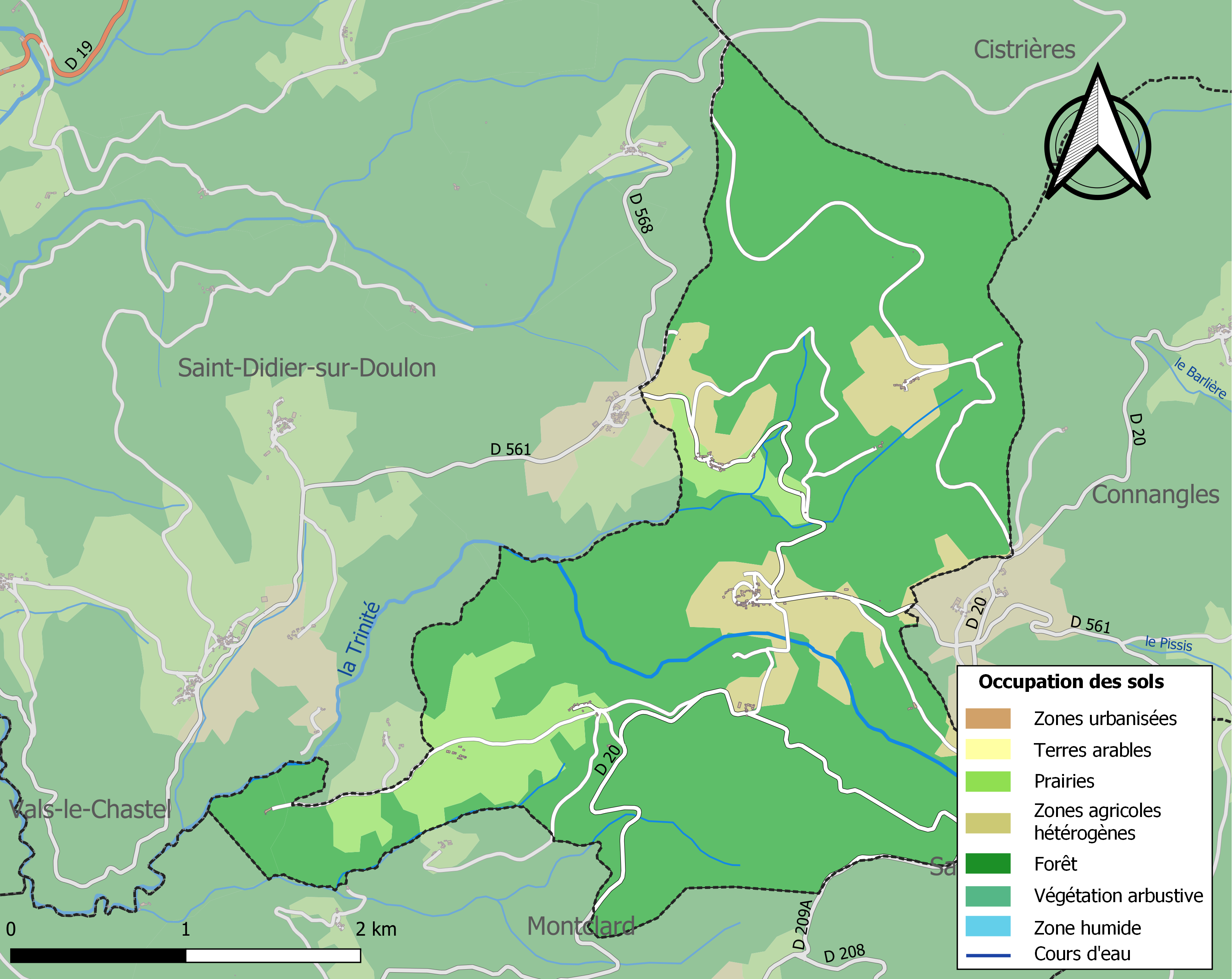
Carte des infrastructures et de l'occupation des sols de la commune en 2018 (CLC).
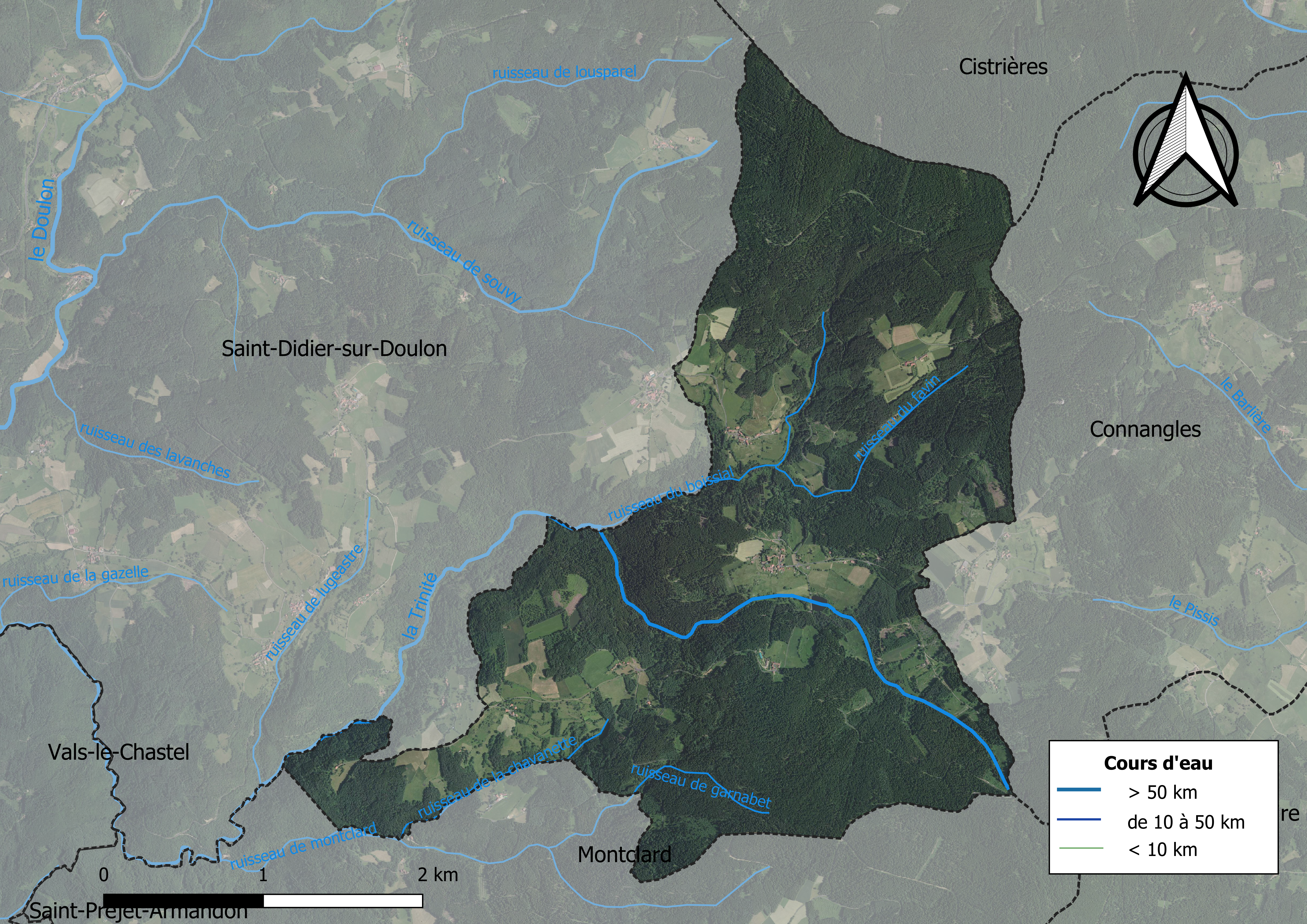
Carte orthophotographique de la commune.

### Habitat et logement
En 2018, le nombre total de logements dans la commune était de 58, alors qu'il était de 60 en 2013 et de 64 en 2008.
Parmi ces logements, 48,1 % étaient des résidences principales, 45 % des résidences secondaires et 6,9 % des logements vacants. Ces logements étaient pour 96,7 % d'entre eux des maisons individuelles et pour 3,3 % des appartements.
Le tableau ci-dessous présente la typologie des logements à Berbezit en 2018 en comparaison avec celle de la Haute-Loire et de la France entière. Une caractéristique marquante du parc de logements est ainsi une proportion de résidences secondaires et logements occasionnels (45 %) supérieure à celle du département (16,1 %) et à celle de la France entière (9,7 %). Concernant le statut d'occupation de ces logements, 89,7 % des habitants de la commune sont propriétaires de leur logement (93,5 % en 2013), contre 70 % pour la Haute-Loire et 57,5 pour la France entière.
| Typologie                                               | Berbezit | Haute-Loire | France entière |
| ------------------------------------------------------- | -------- | ----------- | -------------- |
| Résidences principales (en %)                           | 48,1     | 71,5        | 82,1           |
| Résidences secondaires et logements occasionnels (en %) | 45       | 16,1        | 9,7            |
| Logements vacants (en %)                                | 6,9      | 12,4        | 8,2            |

## Histoire
À une date inconnue, un étang et une digue sont aménagés sur le cours du « ruisseau de Berbezit », afin d'alimenter en eaux trois moulins, dont il ne reste que quelques ruines. Cet étang figure sur la carte de Cassini.
Se trouvait proche de l'étang une tuilerie, qui produisit 4 000 tuiles par an, jusqu'à la Révolution.
Sur le monument aux morts de la commune figurent les noms de quatorze braves, tous tombés lors de la Première Guerre mondiale.

## Politique et administration

### Découpage territorial
La commune de Berbezit est membre de la communauté de communes des Rives du Haut Allier, un établissement public de coopération intercommunale (EPCI) à fiscalité propre créé le 27 décembre 2016 dont le siège est à Langeac. Ce dernier est par ailleurs membre d'autres groupements intercommunaux.
Sur le plan administratif, elle est rattachée à l'arrondissement de Brioude, au département de la Haute-Loire, en tant que circonscription administrative de l'État, et à la région Auvergne-Rhône-Alpes.
Sur le plan électoral, elle dépend du canton du Plateau du Haut-Velay granitique pour l'élection des conseillers départementaux, depuis le redécoupage cantonal de 2014 entré en vigueur en 2015, et de la deuxième circonscription de la Haute-Loire   pour les élections législatives, depuis le redécoupage électoral de 1986.

### Élections municipales et communautaires

#### Élections de 2020
Le conseil municipal de Berbezit, commune de moins de 1 000 habitants, est élu au scrutin majoritaire plurinominal à deux tours avec candidatures isolées ou groupées et possibilité de panachage. Compte tenu de la population communale, le nombre de sièges à pourvoir lors des élections municipales de 2020 est de 7. La totalité des sept candidats en lice est élue dès le premier tour, le 15 mars 2020, avec un taux de participation de 90 %.
Nathalie Boudoul est élue nouvelle maire de la commune le 28 mai 2020.
Dans les communes de moins de 1 000 habitants, les conseillers communautaires sont désignés parmi les conseillers municipaux élus en suivant l’ordre du tableau (maire, adjoints puis conseillers municipaux) et dans la limite du nombre de sièges attribués à la commune au sein du conseil communautaire. Un siège est attribué à la commune au sein de la communauté de communes des Rives du Haut Allier.

#### Liste des maires
| Période                                  | Période   | Identité            | Étiquette | Qualité |
| ---------------------------------------- | --------- | ------------------- | --------- | ------- |
| 1970                                     | mars 2001 | Jean Saby           |           |         |
| mars 2001                                | mars 2011 | Pierre Gentes       | DVD       |         |
| avril 2011                               | mars 2014 | Nathalie Boudoul    |           |         |
| avril 2014                               | mai 2020  | Serge Descheemacker |           |         |
| mai 2020                                 | En cours  | Nathalie Boudoul    |           |         |
| Les données manquantes sont à compléter. |           |                     |           |         |

## Population et société

### Démographie

#### Évolution démographique
L'évolution du nombre d'habitants est connue à travers les recensements de la population effectués dans la commune depuis 1793. Pour les communes de moins de 10 000 habitants, une enquête de recensement portant sur toute la population est réalisée tous les cinq ans, les populations de référence des années intermédiaires étant quant à elles estimées par interpolation ou extrapolation. Pour la commune, le premier recensement exhaustif entrant dans le cadre du nouveau dispositif a été réalisé en 2006.

En 2022, la commune comptait 44 habitants, en évolution de −8,33 % par rapport à 2016 (Haute-Loire : +0,36 %, France hors Mayotte : +2,11 %).
| 1793 | 1800 | 1806 | 1821 | 1831 | 1836 | 1841 | 1846 | 1851 |
| ---- | ---- | ---- | ---- | ---- | ---- | ---- | ---- | ---- |
| 194  | 200  | 203  | 442  | 464  | 479  | 469  | 443  | 419  |

| 1856 | 1861 | 1866 | 1872 | 1876 | 1881 | 1886 | 1891 | 1896 |
| ---- | ---- | ---- | ---- | ---- | ---- | ---- | ---- | ---- |
| 382  | 400  | 370  | 374  | 343  | 291  | 281  | 279  | 274  |

| 1901 | 1906 | 1911 | 1921 | 1926 | 1931 | 1936 | 1946 | 1954 |
| ---- | ---- | ---- | ---- | ---- | ---- | ---- | ---- | ---- |
| 252  | 236  | 239  | 191  | 187  | 183  | 172  | 160  | 113  |

| 1962 | 1968 | 1975 | 1982 | 1990 | 1999 | 2006 | 2011 | 2016 |
| ---- | ---- | ---- | ---- | ---- | ---- | ---- | ---- | ---- |
| 114  | 101  | 91   | 91   | 83   | 59   | 61   | 58   | 48   |

| 2021 | 2022 | - | - | - | - | - | - | - |
| ---- | ---- | - | - | - | - | - | - | - |
| 44   | 44   | - | - | - | - | - | - | - |

#### Pyramide des âges
La population de la commune est relativement âgée.
En 2018, le taux de personnes d'un âge inférieur à 30 ans s'élève à 14,6 %, soit en dessous de la moyenne départementale (31 %). À l'inverse, le taux de personnes d'âge supérieur à 60 ans est de 47,9 % la même année, alors qu'il est de 31,1 % au niveau départemental.
En 2018, la commune comptait 28 hommes pour 18 femmes, soit un taux de 60,87 % d'hommes, largement supérieur au taux départemental (49,13 %).
Les pyramides des âges de la commune et du département s'établissent comme suit.
| Hommes | Classe d’âge | Femmes |
| ------ | ------------ | ------ |
| 6,9    | 90 ou +      | 10,5   |
| 10,3   | 75-89 ans    | 21,1   |
| 34,5   | 60-74 ans    | 10,5   |
| 20,7   | 45-59 ans    | 42,1   |
| 13,8   | 30-44 ans    | 0,0    |
| 6,9    | 15-29 ans    | 15,8   |
| 6,9    | 0-14 ans     | 0,0    |

| Hommes | Classe d’âge | Femmes |
| ------ | ------------ | ------ |
| 0,9    | 90 ou +      | 2,5    |
| 8,4    | 75-89 ans    | 11,7   |
| 20,4   | 60-74 ans    | 20,5   |
| 21,3   | 45-59 ans    | 20,3   |
| 16,8   | 30-44 ans    | 16,3   |
| 15,2   | 15-29 ans    | 13,2   |
| 17     | 0-14 ans     | 15,6   |

## Économie

### Emploi
| Division       | 2008  | 2013  | 2018   |
| -------------- | ----- | ----- | ------ |
| Commune        | 5,4 % | 10 %  | 12,9 % |
| Département    | 6,3 % | 7,7 % | 7,7 %  |
| France entière | 8,3 % | 10 %  | 10 %   |

En 2018, la population âgée de 15 à 64 ans s'élève à 30 personnes, parmi lesquelles on compte 71 % d'actifs (58,1 % ayant un emploi et 12,9 % de chômeurs) et 29 % d'inactifs,. En  2018, le taux de chômage communal (au sens du recensement) des 15-64 ans est supérieur à celui du département et de la France, alors qu'en 2008 la situation était inverse.
La commune est hors attraction des villes,. Elle compte 15 emplois en 2018, contre 13 en 2013 et 10 en 2008. Le nombre d'actifs ayant un emploi résidant dans la commune est de 17, soit un indicateur de concentration d'emploi de 89,8 % et un taux d'activité parmi les 15 ans ou plus de 47,8 %.
Sur ces 17 actifs de 15 ans ou plus ayant un emploi, 11 travaillent dans la commune, soit 61 % des habitants. Pour se rendre au travail, 77,8 % des habitants utilisent un véhicule personnel ou de fonction à quatre roues, 5,6 % s'y rendent en deux-roues, à vélo ou à pied et 16,7 % n'ont pas besoin de transport (travail au domicile).

### Activités hors agriculture
6 établissements sont implantés  à Berbezit au 31 décembre 2019. Le tableau ci-dessous en détaille le nombre par secteur d'activité et compare les ratios avec ceux du département,.
| Secteur d'activité                                                     | Commune | Commune | Département |
| Secteur d'activité                                                     | Nombre  | %       | %           |
| ---------------------------------------------------------------------- | ------- | ------- | ----------- |
| Ensemble                                                               | 6       |         |             |
| Construction                                                           | 1       | 16,7 %  | (13,9 %)    |
| Commerce de gros et de détail, transports, hébergement et restauration | 4       | 66,7 %  | (28,8 %)    |
| Administration publique, enseignement, santé humaine et action sociale | 1       | 16,7 %  | (13,3 %)    |

Le secteur du commerce de gros et de détail, des transports, de l'hébergement et de la restauration est prépondérant sur la commune puisqu'il représente 66,7 % du nombre total d'établissements de la commune (4 sur les 6 entreprises implantées  à Berbezit), contre 28,8 % au niveau départemental.

### Agriculture
La commune fait partie de la petite région agricole dénommée « Monts du Forez ». En 2010, l'orientation technico-économique de l'agriculture  sur la commune est la production de porcins.
|                                   | 1988 | 2000 | 2010 |
| --------------------------------- | ---- | ---- | ---- |
| Exploitations                     | 6    | 4    | 4    |
| Superficie agricole utilisée (ha) | 110  | 71   | 61   |

Le nombre d'exploitations agricoles en activité et ayant leur siège dans la commune est passé de 6 en 1988 à 4 en 2000 puis à 4 en 2010, soit une baisse de 33 % en 22 ans. Le même mouvement est observé à l'échelle du département qui a perdu pendant cette période 43 % de ses exploitations. La surface agricole utilisée sur la commune a également diminué, passant de 110 ha en 1988 à 61 ha en 2010. Parallèlement la surface agricole utilisée moyenne par exploitation a baissé, passant de 18 à 15 ha.

## Culture locale et patrimoine

### Lieux et monuments
- Église de la Nativité-de-la-Sainte-Vierge : initialement chapelle du château, devient paroissiale au XIVe siècle, puis succursale au XIXe siècle, avec un chœur gothique, des vitraux de Charles Borie et des sculptures du XVe siècle[35].